# Complément orthogonal
En mathématiques, plus précisément en algèbre linéaire et en analyse fonctionnelle, le complément orthogonal W⊥ d'un sous-espace vectoriel W d'un espace préhilbertien V est l'ensemble des vecteurs de V qui sont orthogonaux à tout vecteur de W, c'est-à-dire
{\displaystyle W^{\bot }=\left\{\,x\in V\mid \forall y\in W\ \langle y\mid x\rangle =0\,\right\}.}
Le complément orthogonal est toujours un sous-espace vectoriel fermé. Pour un espace de Hilbert, d'après le théorème du supplémentaire orthogonal, le complément orthogonal du complément orthogonal de W est l'adhérence de W, soit
{\displaystyle W^{\bot \,\bot }={\overline {W}}.}

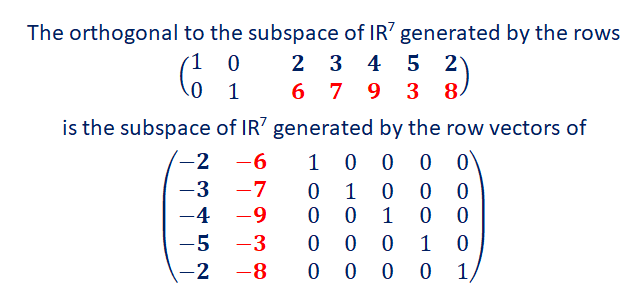
Exemple 1
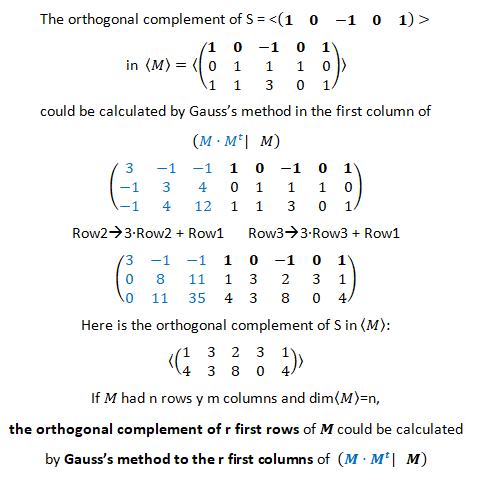
Exemple 2. Calcul par la méthode gaussienne

## Espace de Banach
Il existe un analogue de cette notion pour un espace de Banach quelconque. On peut alors définir le complément orthogonal de W comme étant le sous-espace du dual topologique V' de V défini par
{\displaystyle W^{\bot }=\left\{\,x\in V'\mid \forall y\in W\ x(y)=0\,\right\}.}
Il s'agit toujours d'un sous-espace fermé de V'. Il existe aussi une propriété analogue au double complément. W⊥⊥ est alors un sous-espace de V'' (qui n'est pas égal à V). Cependant, si V est un espace réflexif, c'est-à-dire si le morphisme naturel {\displaystyle i:V\to V''} est un isomorphisme, on a :
{\displaystyle i({\overline {W}})=W^{\bot \,\bot }.}
C'est une conséquence du théorème de Hahn-Banach.